# Металодетектор

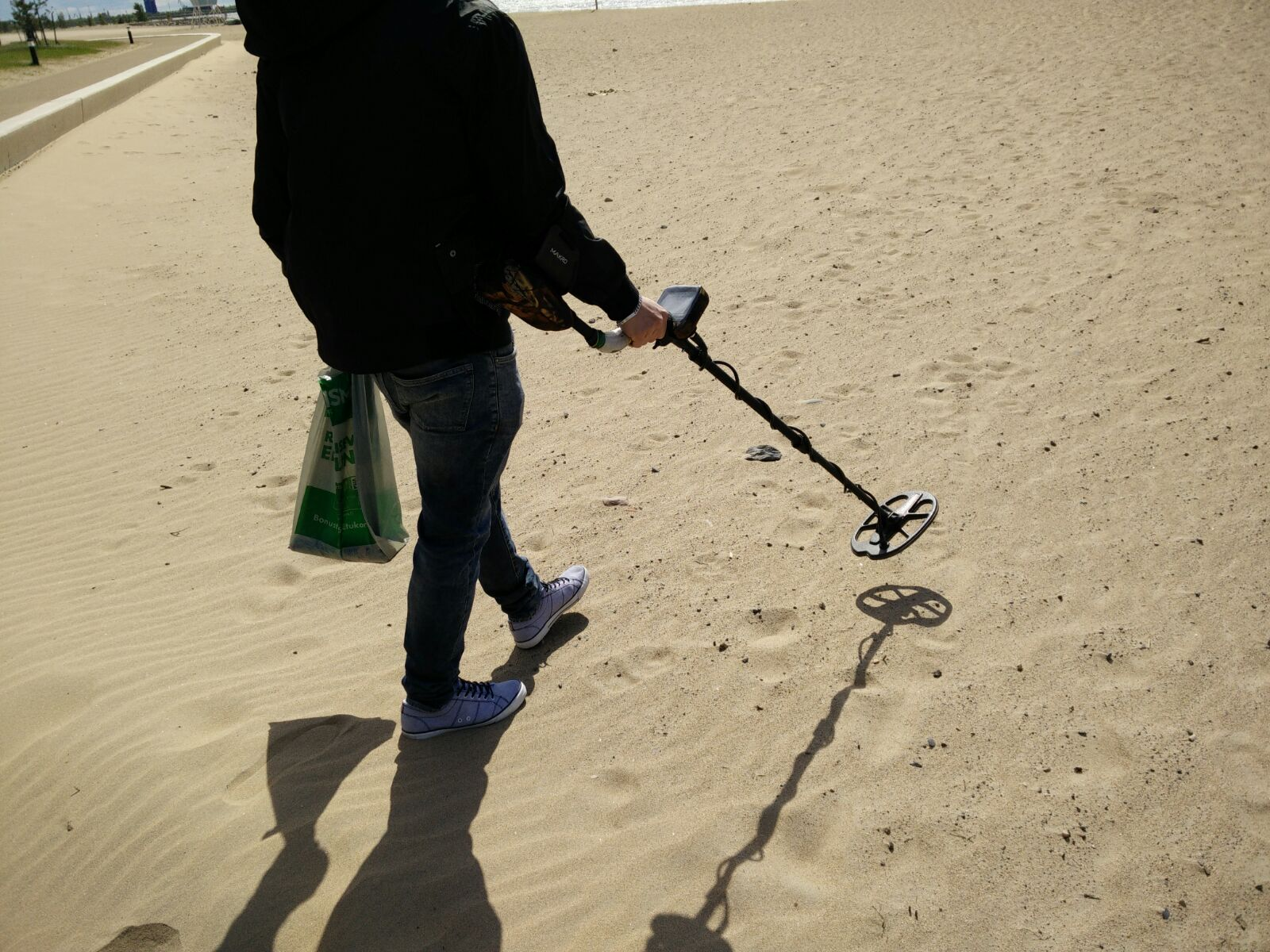
Пошуки з металошукачем на пляжі

Металошука́ч або металодете́ктор — прилад для пошуку металу.
Металодетектори поділяються на два види — стаціонарні і мобільні. Стаціонарні це ті які можна побачити в аеропортах — великі у формі арки.
Мобільні в свою чергу поділяють: для огляду людей і пошукові. Для огляду людей це невеликі прилади у формі сплюснутої палиці, їх в основному використовує охорона. Пошукові використовуються службами МНС і археологами, вони чутливіші й точніші. Пошукові також можна розділити на ґрунтові і підводні.
Основним елементом металодетектора є котушка, яка створює змінне магнітне поле й детектує збурення, спричинені вихровими струмами в металічних об'єктах.

## Види металошукачів

### За принципом роботи
- Прилади типу «приймання-передача». У основі їх лежать дві котушки індуктивності — приймальна і передавальна, розташовані так, щоб сигнал випромінюваний передавальною котушкою не просочувався в приймальну котушку. Коли поблизу приладу з'являється металевий предмет, то сигнал передавальної котушки перевипромінюється в усіх напрямках і потрапляє в приймальну котушку, де посилюється і подається на блок індикації.

- Індукційні металошукачі. Є різновидом приладів типу «прийом-передача», проте на відміну від останніх мають не дві, а тільки одну котушку, яка одночасно є і передавальною, і приймальною. Основною є виділення вельми малого відбитого (наведеного) сигналу на тлі потужного випромінюваного.

- Прилади — вимірники частоти. У їх основі лежить LC-генератор. При наближенні металу до контуру його частота змінюється. Ця зміна фіксується різними методами:
  - За відхиленням частоти генератора від еталонної, яке вимірюється як частота биття.
  - За допомогою подачі сигналу з генератора на систему ФАПЧ і вимірювання напруги в колі зворотного зв'язку.
- Прилади, які фіксують зміну добротності коливального контуру, який входить до складу LC-генератора. При наближенні металу до котушки індуктивності добротність контуру зменшується і амплітуда коливань на виході LC-генератора також зменшується.

### По виконуваних завданнях

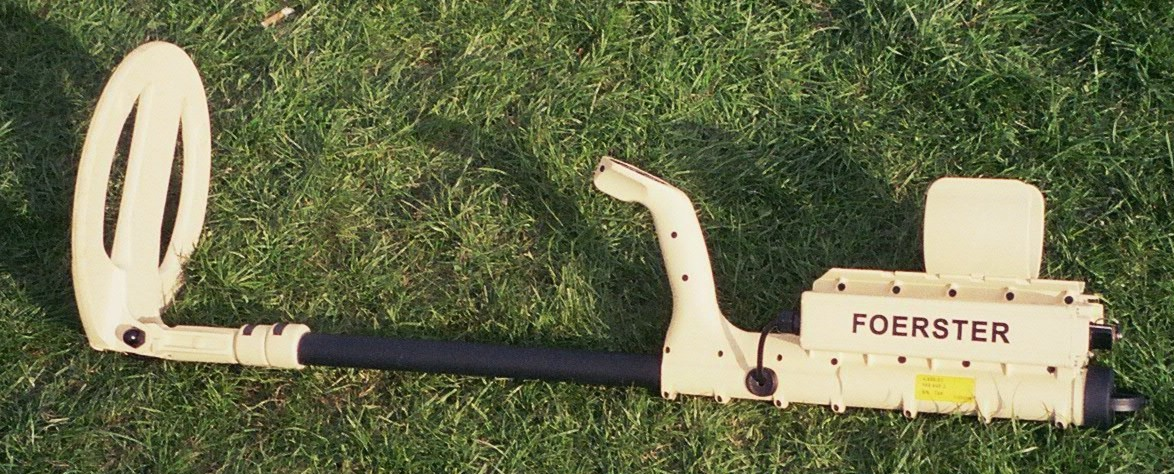
Металодетектор (металошукач)

- Ґрунтовий металошукач — призначений для пошуку скарбів, монет і ювелірних виробів. Як правило, побудований за індукційною технологією. Має безліч налаштувань, процесор цифрових сигналів, дискримінатор металів — спеціальну функцію для визначення металу, з якого, ймовірно, складається об'єкт в землі. Ціна даних металошукачів від 1000 до 8000 доларів. Глибина виявлення об'єктів від 20 см до 1 метра.

- Військовий металошукач (міношукач) — призначений для пошуку переважно мін. Як правило, побудований на принципі «приймання-передача». Має мінімум налаштувань. Глибина виявлення міни від 20 см (радянський міношукач ІМП) до 1 метра (сучасні військові міношукачі).

- Глибинний металошукач — призначений для пошуку великих глибинних цілей — таких, як скриня із золотом. Має дві рознесені одна від одної котушки або одну велику рамку з котушкою. Заснований на принципі «приймання-передача». Особливістю даного виду металошукачів є те, що вони реагують не тільки на метали, але й на будь-які зміни в глибині ґрунту (переходи від одного типу ґрунту до іншого, старі фундаменти будівель і т. д.). Ціна даних металошукачів від 500 до 2500 доларів. Глибина виявлення об'єктів від 50 см до 3 метрів.
- Оглядовий металошукач — призначений для огляду людини або багажу. Може також використовуватися в медицині.
- Конвеєрний металошукач — призначений для виявлення небажаних металевих предметів на конвеєрі.

## Основні виробники

### Австралія
- Minelab

### Болгарія
- Golden Mask Metal Detectors

### Німеччина
- Lorenz Detecting Systems

### Польща
- Rutus Metal Detectors

### Росія
- AKA Metal Detectors

### США
- Bounty Hunter Metal Detectors
- Detech Metal Detectors
- Fisher Metal Detectors
- Garrett Metal Detectors
- Teknetics Metal Detectors
- Tesoro Metal Detectors
- Quest Metal Detectors
- White's Metal Detectors

### Туреччина
- Nokta & Makro Metaldetectors

### Україна
- Mars Metal Detectors
- Nel Metal Detectors

### Франція
- XP Metal Detectors